# Tolminski Lom
Tolminski Lom je naselje v Občini Tolmin.